# 天津自然博物馆
天津自然博物馆是中华人民共和国天津市一座集动物、植物、古生物、地质等多学科大型的综合性自然博物馆。坐落于天津市河西区友谊路31号天津文化中心内，占地面积5万平方米，总建筑面积3.5万平方米，展示面积达1.4万平方米。天津自然博物馆前身可追溯到1922年成立的北疆博物院，是中国较早建立的博物馆之一。

## 历史

### 北疆博物院时期及天津人民科学馆时期
天津自然博物馆前身原是法国传教士桑志华于1922年在天津工商学院校内（今天津外国语学院）筹建的北疆博物院。1922年，在法国天主教会和天津法租界行政当局采取了桑志华的新建博物馆的建议，决定修建博物院以解决标本收藏的难题。桑志华在马场道南侧盖起了一座占地300平方米，高21米的三层楼房。桑志华为其取名为“MUSEE HOANGHO PAIHO”，中文为“黄河白河博物馆”。后因藏品来源的拓展，定名为北疆博物院。1928年5月，天津北疆博物院陈列馆正式向公众开放，展出了植物标本2万种，动物标本3.5万种，岩石与矿石标本共7000种，动物骸骨化石1.8万公斤，以及地图、照片及调查报告等展品。1937年，抗日战争爆发，华北、天津的沦陷使得采掘工作被迫中断，桑志华不得不返回法国，北疆博物院也基本停止了采掘与研究工作。1939年，天津遭受水灾，北疆博物院的一部分藏品迁到北京法国使馆附近新建的博物院内。1947年，北疆博物院的工作正式停摆。中华人民共和国成立后，北疆博物院由津沽大学代管。1952年，天津市人民政府接收北疆博物院，并更名为“天津人民科学馆”。1953年11月，陈列厅再次对外开馆。当时展品按古生物及矿石、脊椎动物、动物进化、农业病虫害四大类，被分在不同的陈列室。1958年，在北疆博物院的大楼里，正式成立了天津市自然博物馆。1959年，在陈列展览和办公地迁走后，北疆博物院大楼成为收藏珍贵标本的库房。北疆博物院从20世纪60年代不再对外开放，只有研究学者和自然博物馆的管理人员可以进入。直到2018年，北疆博物院在原址作为天津自然博物馆的一处馆区对外开放。

### 马场道时期

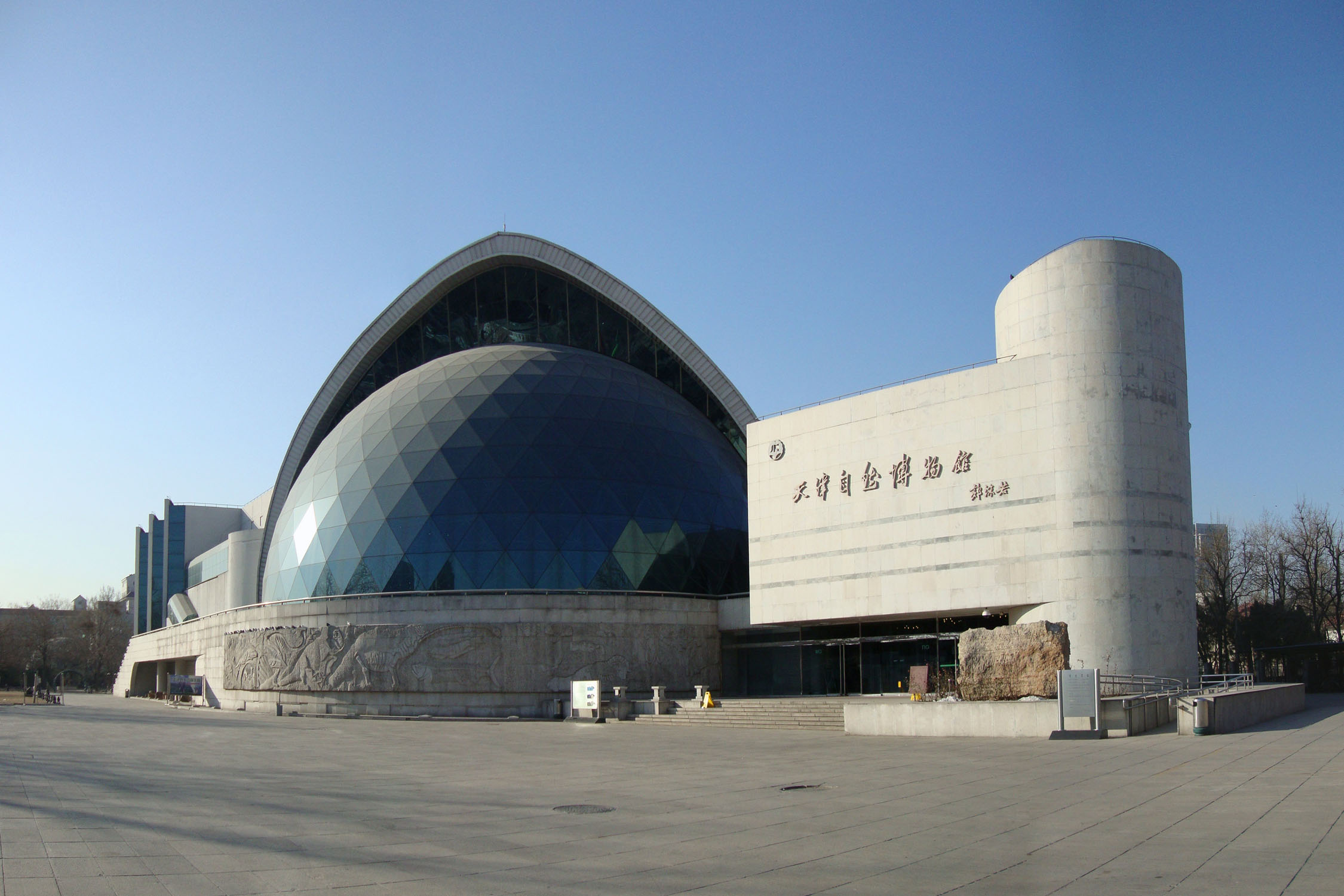
马场道时期天津自然博物馆旧址

1959年，陈列展览和办公地址又从北疆博物院迁到位于马场道272号的原英国乡谊俱乐部（现天津市干部俱乐部）。时任政务院副总理的郭沫若为博物馆写了馆名，天津自然博物馆的“馆”字的繁体是“館”还是“舘”曾经引发争议，根据天津自然博物馆官网的显示，“館”一直被沿用下来。1968年8月，天津市自然博物馆与天津市历史博物馆、天津市艺术博物馆以及“泥人张”彩塑工作室曾合并组建为天津市博物馆。1973年12月，各博物馆恢复合并前的建制。1974年，更名为天津自然博物馆。
1997年，天津市人民政府决定翻修位于马场道272号的天津自然博物馆。1998年，天津自然博物馆在带有“海贝含珠”造型的马场道时期天津自然博物馆主馆落成并重新开放。新的马场道时期天津自然博物馆占地2万平方米，建筑面积1.2万平方米分为陈列馆、藏品库、业务用房、植物园四个功能区，共设海洋世界厅、恐龙大观厅、古哺乳物厅、动物生态厅、世界昆虫厅、海洋贝类厅、海洋世界厅、热带植物温室厅等多个特色展厅。马场道时期，馆藏生物标本38万件，包括超过1300件一、二级珍品，模式标本1400多件。在此时期，博物馆成为第一批国家一级博物馆，并先后获得国家文物局指导的“全国博物馆十大陈列展览精品”、“全国文物系统先进集体”等市级、国家级先进荣誉称号称号。2013年5月2日，马场道天津自然博物馆闭馆。

### 文化中心时期

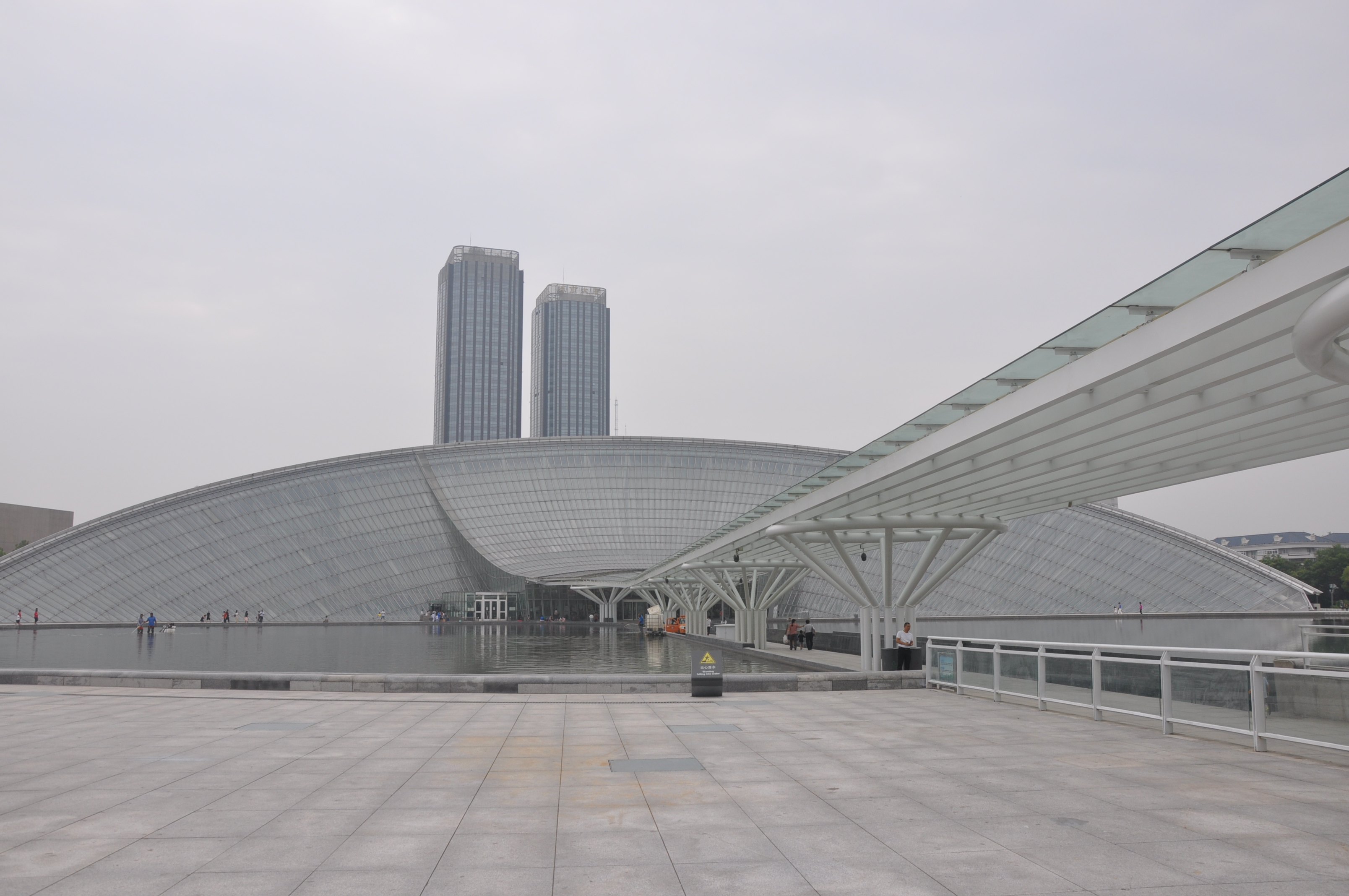
天津文化中心时期天津自然博物馆正面

2013年，天津自然博物馆搬迁至天津文化中心的原天津博物馆所在建筑中。2014年1月25日，天津自然博物馆新馆正式开馆。

## 建筑特色

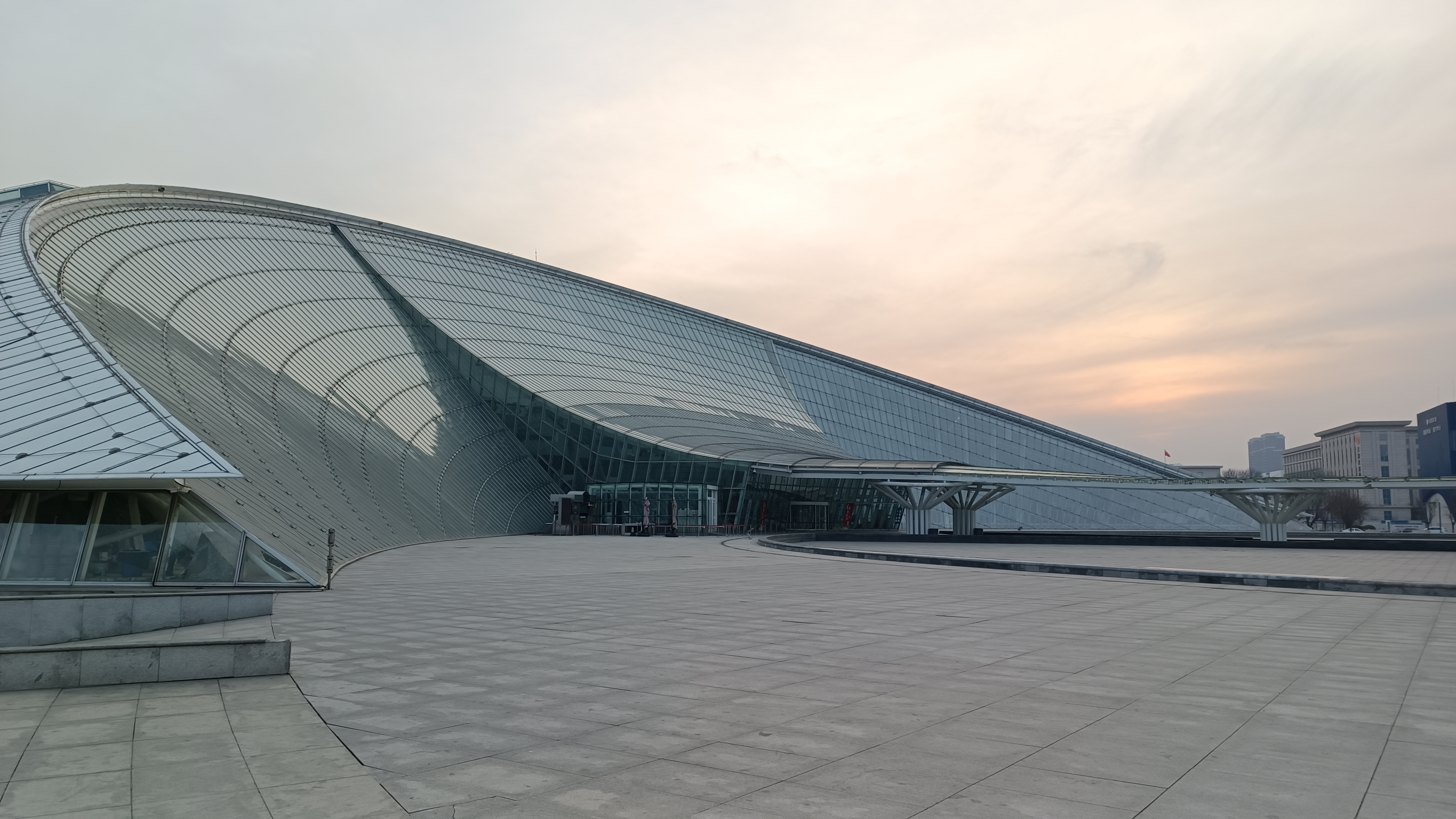
天津自然博物馆

位于文化中心的天津自然博物馆（原天津博物馆）由日本高松伸建築設計事務所和川口卫构造设计事务所为天津博物馆所设计，天津天津六建工程管理公司施工。2002年开始建筑设计，2004年9约投入使用。曾获得2003年中国建设工程鲁班奖等奖项。占地面积超过5万平方米，总建筑面积3.5平方米。外形为仿天鹅造型，由天鹅湖、天鹅颈以及绿色项链也就是绿化带构成。
天鹅湖直径130米，容积为6500平方米，水深从30厘米到80厘米逐渐加深。天鹅湖周围设有湖边广场，广场地面铺设花岗岩，下面为了防止冰冻造成花岗岩脱落而铺设两层沙和灰土等材料。另外，在网壳外围有7米的沟渠用来防止洪水进入仓库也可以用来防盗。天鹅颈由从主入口经过天鹅湖进入天津自然博物馆的回廊构成，回廊屋顶用玻璃覆盖。围绕天鹅湖的绿色绿化带以10度的角度缓慢倾斜，并种植4米以下的植物。
主建筑共3层，最高处33米，建筑一层和二层为钢筋混凝土框架结构，分别有边长为7米和14米的柱网，第三层为墙钢支撑结构，屋顶为钢网壳，建筑平面呈半圆形，直径为186米，基础为桩承台基础。天津自然博物馆的外延装修主要包括壳面和玻璃幕墙、采光窗、落地窗。壳面为半径158米的球面的一部分，表面积为15539平方米，由网壳、保温层、折板及镀瓷铝板构成。玻璃幕墙由两翼的侧幕墙和与天鹅颈相连的中央幕墙构成，上面的铝制窗框主要沿垂直方向布置，以形成从球面边缘向天鹅湖方向的流线造型。采光窗为可开合式，作为前厅和三层展室的通风口还具有排烟、换气等功能。落地窗倾斜角度为69度。一层到二层高为5米，二层到三层高为8.7米并留有设备检修空间的余量，第三层的吊顶可分为从3米到超过13米的7个层次。室内拥有1.1平方米的现代化展厅和文化休闲设施，由陈列展览区、藏品库房区、图书资料中心、办公与技术用房和设备用房等五大部分组成。为了适应从天津博物馆的展览转为天津自然博物馆的展览，该建筑进行了诸如将北入口处的三个玻璃门斗移除，将大堂向北延伸6米左右等工程的外檐大修工程以及曾设货梯、增加展览负重等工程的内檐改造工程。

## 展览

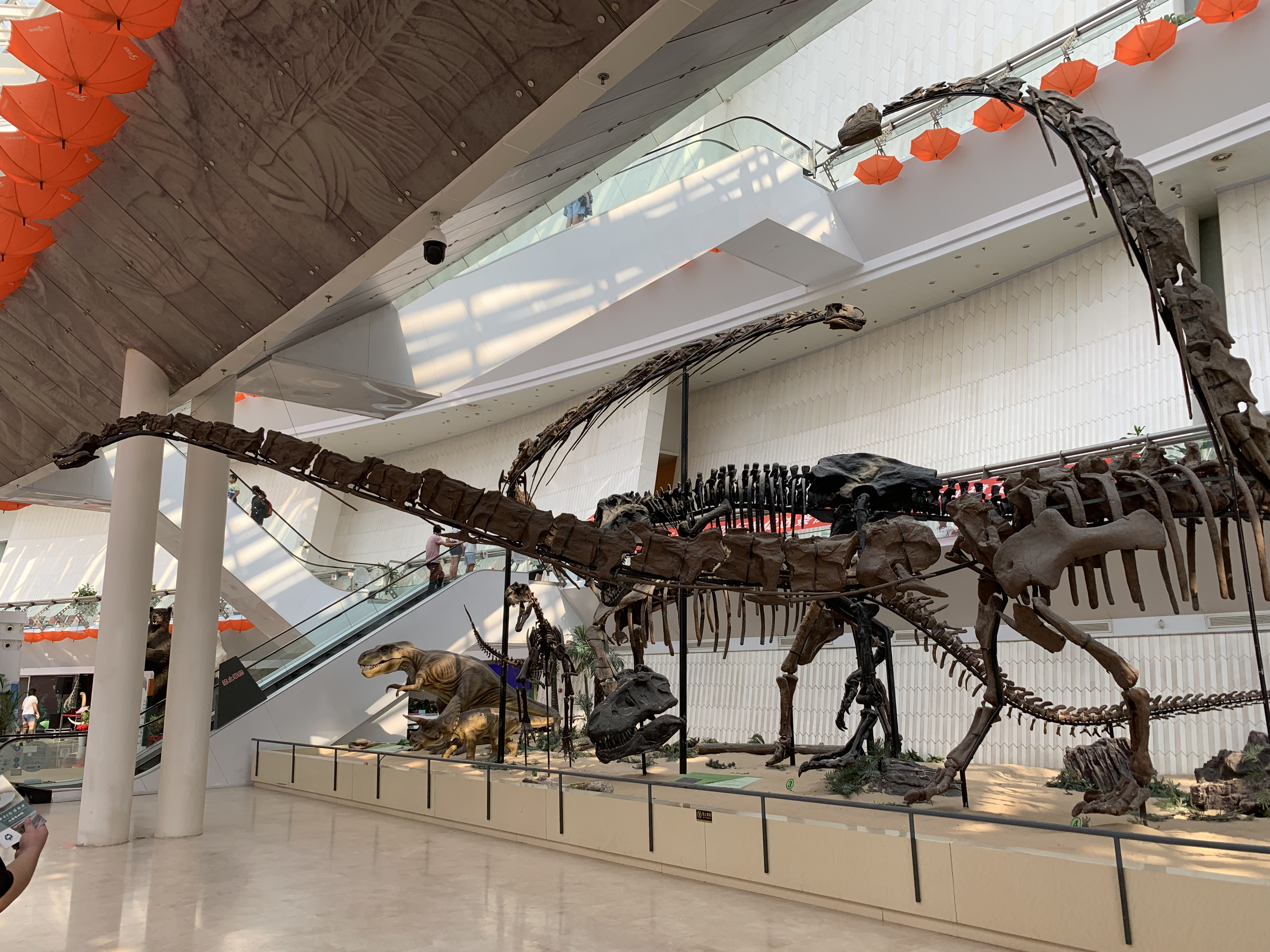
天津自然博物馆共享大厅的恐龙化石

天津自然博物馆馆藏扩充至包括1282件一级、二级珍品的40万件生物标本，1452件模式标本。其内容包括集动物、植物、地质、古生物、古人类等众多学科。馆藏藏品主要来自于中国西北、华北、东北地区以及具有代表性的世界范围内的科学标本。博物馆以“家园”为主题分为户外的“家园·足迹”、博物馆一层的“家园·探索”、二层的“家园·生命”以及三层的“家园·生态”四部分。
“家园·探索”分为展示区及综合服务区，其中展示区包括巨型恐龙骨架的共享大厅、3D影院、互动体验区、科普剧场、自然探索教室、活体蝴蝶园以及临时展览，2019年2月4日至2019年5月4日一楼的临时展览为《葫芦主题展》，综合服务区有服务中心、纪念品商店和简餐区等服务区域。

### “家园·生命” 展区

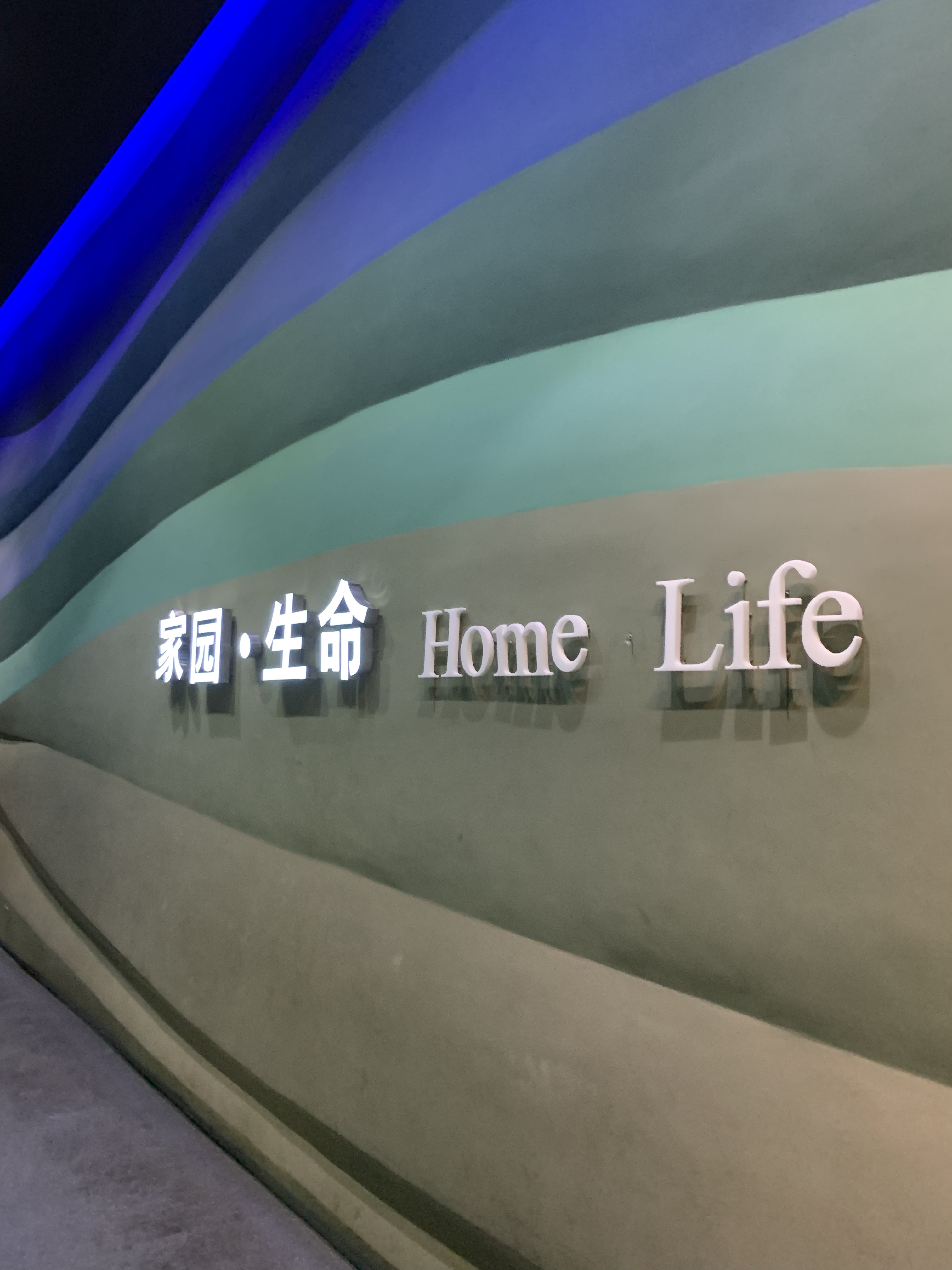
天津自然博物馆 家园·生命 展区

“家园·生命”展区位于博物馆二层，面积5700平方米。分为远古家园”和“现代家园”两大部分，分为八大单元，该展览讲述了生命从起源开始的演化历程。第一单元的主题为“生命诞生，地球不再荒寂”，该单元展出了从广东阳春的蓝铜矿、南省冷水江市的辉锑矿、带地衣的南极石等矿石展品。第二单元的主题为“神奇爆发，生物从此繁盛”，在此主题内有天津蓟州发现中上元古代由蓝藻尸骸和沉淀物构成的叠层石、三叶虫等的化石。第三单元以“各显其能，争霸喧嚣海洋”为主题，在此你可以看到珊瑚、各类海洋生物的化石或标本比如蓝枪鱼、法螺等以及白鲟等珍贵藏品。第四单元则是“从水到陆，开拓崭新家园”，其中有大量陆上生物包括昆虫、植物、动物的标本。
第五单元的主题是“多样演化，爬行鼎盛一代”，此单元多以恐龙化石为主，如亚洲古似鸟龙、馬門溪龍、三角龙等以及恐龙蛋化石。第六单元讲述的是“鸟儿飞天，天空的新主人”，第七单元以“兴衰更替，哺乳动物辐射”为主题，讲述哺乳动物的形成，其中能看到真猛犸象骨骼化石。普氏野马化石。第八单元的主题为“第八单元：人猿分野，智慧生物起源”里有“露西”的模型以及北京猿人等猿人的头骨或其他部分骨骼。该展获得第十二届全国博物馆十大陈列展览精品精品奖。

### “家园·生态”展区

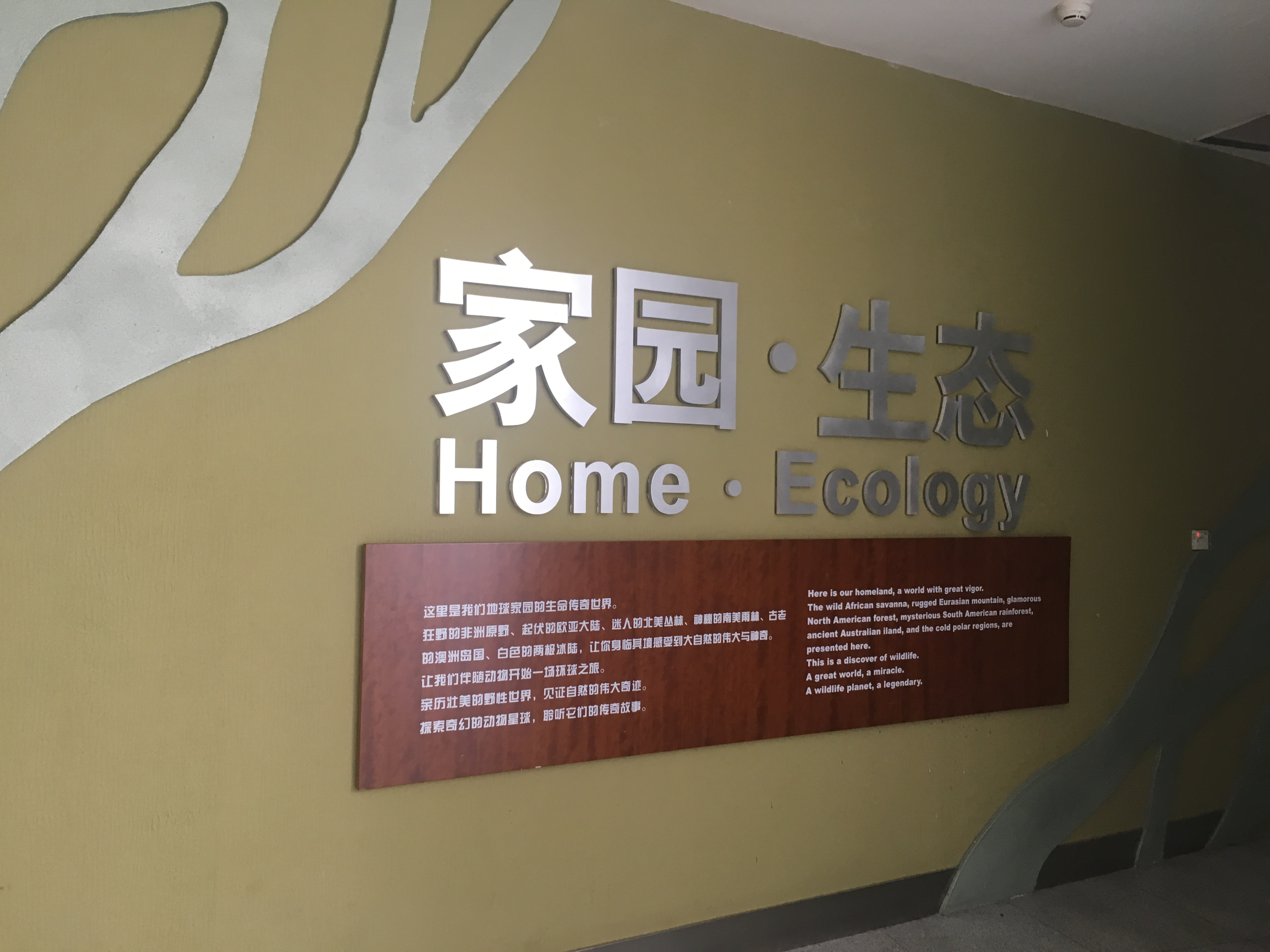
天津自然博物馆“家园·生态”展区

“家园·生态”展区的展览是《环球动物之旅——肯尼斯·贝林捐赠世界野生动物展》，该展厅内展出了以肯尼斯·贝林向天津自然博物馆捐赠200多件野生动物标本为基础加以馆藏的中国动物标本，从而组成各大洲动物群的标本展示。展厅陈列特点为整个展厅讲述了一个环球 动物探险之旅的大故事，每个大洲又是独立的部分，每个洲的部分则可以分解成若干个小故事。按洲的部分可以分为以有袋类动物标本为主的”澳洲：活化石大陆”、以热带雨林动物群标本为主的“南美：神奇的雨林”、以北美森林和草原动物为主“北美：野性新世界”、以企鹅为代表的“南极：冰雪的童话”、以北极熊为代表的“北极：消融的冰川”、标本数量最多包括稀树草原动物群、非洲荒漠动物群和非洲热带雨林动物群的“非洲：原野生与死”以及欧亚山地动物和森林动物群为主的“欧亚：生命交响曲”8部分，以展示各大洲生物多样性。
除此之外，天津自然博物馆还会展出过一些临时展览，比如：《金猪送瑞——猪年生肖特展》《虫珀特展“时光胶囊”》、《丝绸之路自然大观》、《金犬旺新春——狗年特展》等。

## 科普与学术
2015年，天津自然博物馆开展涉及到从学龄前儿童到老年人的科普活动超过600场。学术方面除了北疆博物院时期的“桑志华、 德日进等人组成的古生物考察团”的研究，博物馆先后与中科院古脊椎动物和古人类研究所合作完成《中国三趾马化石》《中国的四个翅膀恐龙》等著作，与中科院古脊所、马克斯·普朗克学会合作完成《中国乳齿象化石》，与南开大学合作完成《中国蝽类昆虫鉴定手册》等著作以及与南开大学、河北大学等学术单位组织开展“天津蓟县八仙山国家级自然保护区生物多样性调查”。2016年2月，天津自然博物馆与中科院古脊椎动物和古人类研究所签署成立“中科院古脊所——北疆博物院联合研究中心”，同年4月，与南开大学生命科学学院签署成立“南开大学生命科学学院———天津自然博物馆昆虫与植物联合研究中心”。